# Graphocephala alagarta
Graphocephala alagarta är en insektsart som beskrevs av Young 1977. Graphocephala alagarta ingår i släktet Graphocephala och familjen dvärgstritar. Inga underarter finns listade i Catalogue of Life.